# Corinna zu Sayn-Wittgenstein-Sayn
Corinna zu Sayn-Wittgenstein-Sayn (* 28. Januar 1964 in Frankfurt am Main als Corinna Larsen) ist eine deutsche Geschäftsfrau, die als „innige Freundin“ (span. íntima amiga) des ehemaligen spanischen Königs Juan Carlos I. international bekannt wurde.

## Leben
Larsen ist von Geburt an dänische Staatsbürgerin. Sie wuchs in Frankfurt, Rio de Janeiro und in der Schweiz auf und machte 1987 ihren Abschluss an der Universität Genf. Ihre Mutter Ingrid Sauerland war Deutsche, ihr Vater Finn Bønning Larsen Däne; nach ihren Angaben hatte er auch ungarische Vorfahren. Er war Repräsentant der brasilianischen Fluglinie Varig.
1989 heiratete sie den britischen Geschäftsmann Philip Adkins; 1992 wurde eine gemeinsame Tochter geboren. 1995 wurde die Ehe geschieden.
Im Jahr 2000 heiratete sie in London Johann Casimir Prinz zu Sayn-Wittgenstein-Sayn (* 1976), einen Sohn von Gabriela Prinzessin zu und Alexander Prinz zu Sayn-Wittgenstein-Sayn. 2002 wurde in London der gemeinsame Sohn Alexander Prinz zu Sayn-Wittgenstein-Sayn geboren. Die Ehe wurde 2005 geschieden.

## Karriere
Sie begann ihre Karriere bei L’Oréal, bevor sie bei der Compagnie Générale des Eaux in die Öffentlichkeitsarbeit wechselte.
Als Managerin spezialisierte sie sich auf die Organisation von Treffen zwischen führenden Vertretern aus Politik und Wirtschaft, um auf diese Weise bei der Anbahnung von Geschäftsabschlüssen mitzuwirken. Besonderes Augenmerk widmete sie dabei Repräsentanten der ölreichen Staaten im Nahen Osten. Von 2000 bis 2006 organisierte sie die Jagd auf seltene Tiere bei Boss Sporting, einer Tochtergesellschaft der Londoner Waffenfirma Boss & Co. 2006 gründete sie eine Beratungsfirma namens Apollonia Associates, die Unternehmen und Regierungen berät. Sie zog nach Monaco, wo sie Beraterin von Fürstin Charlene wurde. 2013 ernannte Albert II., Fürst von Monaco, sie zur globalen Handelsbeauftragten des Fürstentums. Ihre Firma Apollonia Associates ist im Zusammenhang mit Offshore-Modellen zur Steuervermeidung in den Paradise Papers aufgeführt.

### Verbindung zu Juan Carlos
Nach Berichten in der spanischen Presse lernte sie Juan Carlos bei einem von ihr 2006 organisierten Treffen für Politiker und Geschäftsleute im Schloss Ditzingen kennen. Den Berichten zufolge gehörte sie seit dieser Zeit zur engen Umgebung des Königs.
Im April 2012 begleitete sie den König zu einer Jagdsafari nach Botswana, bei der Juan Carlos einen Elefanten schoss. Bei einem nächtlichen Sturz brach er sich die Hüfte und wurde im Privatjet nach Madrid geflogen. Die durch den Unfall des Königs öffentlich bekannt gewordenen Einzelheiten seiner Reise, die zu einem Zeitpunkt stattfand, als die gravierenden Auswirkungen der Wirtschaftskrise in Spanien das Land stark beschäftigten, führten zu erheblichem öffentlichen Aufsehen. Die Bürger erfuhren aufgrund dieser Ereignisse erstmals von der Stellung Sayn-Wittgenstein-Sayns als damalige „Geliebte“ des Königs, wie sie die Presse zum ersten Mal in diesem Zusammenhang nannte.
Nach ihren eigenen Worten soll Corinna zu Sayn-Wittgenstein-Sayn auch „vertrauliche Missionen für Madrid wahrgenommen“ haben, über die das spanische Parlament im Frühjahr 2013 Aufklärung verlangte. So soll sie Gespräche zur Vorbereitung von Geschäftsabschlüssen spanischer Konzerne in Russland und Saudi-Arabien geführt haben. Nach Angaben des an in Spanien lebende Russen gerichteten Internetportals noticia.ru war sie an Beratungen beteiligt, wie dem russischen Erdölkonzern Lukoil der Einstieg in den spanischen Markt ermöglicht werden könnte. Die damals amtierende konservative Regierung und auch Vertreter der vorherigen sozialistischen Regierung erklärten, von solchen Aufträgen sei ihnen nichts bekannt.
Nach Berichten spanischer Medien teilte Juan Carlos seinen drei ehelichen Kindern Elena, Cristina und dem damaligen Kronprinzen Felipe mit, dass er sich von deren Mutter Sofía scheiden lassen wolle, um Corinna zu Sayn-Wittgenstein-Sayn zu heiraten. Seine Kinder sollen ihn von diesem Gedanken abgebracht und zur Abdankung gedrängt haben, die er 2014 vollzog.
Ihre Klage auf Zahlung von umgerechnet 140 Millionen Euro Schadensersatz wegen „Belästigung und Spionage“ nach der Trennung wies der High Court of Justice ab.

### Mitwirkung an Geldtransfers
Corinna zu Sayn-Wittgenstein-Sayn war auch in die Affäre um mutmaßliche Schmiergeldzahlungen involviert, deretwegen Juan Carlos 2020 Spanien verließ: Einen großen Teil der mutmaßlichen Schmiergelder aus Saudi-Arabien – 65 Millionen Euro – soll Juan Carlos auf das Konto der Freundin überwiesen haben. Der Anwalt Sayn-Wittgenstein-Sayns bestätigte die Zahlung und sprach von einem „unaufgeforderten Geschenk“, mit dem sich der König für den Beistand während einer Krankheit habe bedanken wollen.
Corinna zu Sayn-Wittgenstein-Sayn war an den Finanztransaktionen Juan Carlos’ über undurchsichtige Offshore-Konstrukte beteiligt. Am 4. Oktober 2021 wurde ihre Erwähnung in der Liste der Pandora Papers publik, die Eigentümer von Briefkastenfirmen in Steueroasen benennt. Die Papiere zeigen, dass der spanische König Geld von seiner damaligen Geliebten im Falle ihres Todes bekommen sollte. So hatte sie 2007 veranlasst, dass bei ihrem Tod ein Treuhandfonds namens Peregrine an Juan Carlos I. überschrieben wird. Juan Carlos hatte den saudisch-spanischen Fonds gegründet und Corinna Sayn-Wittgenstein-Sayn hatte für diesen gearbeitet. Die Verfügung stammt vom 27. März 2007, 14 Tage vor der Registrierung des Fonds in Guernsey, einer Steueroase auf den Kanalinseln. Sayn-Wittgenstein-Sayns Anwalt behauptete, die Dokumente seien gefälscht.